# World Professional Darts Championship 2000
De Embassy World Professional Darts Championship 2000 was de 23e editie van het internationale dartstoernooi World Professional Darts Championship en werd gehouden van 8 januari 2000 tot en met 16 januari 2000 in het Engelse Frimley Green. De World Professional Darts Championship kan worden gezien als het wereldkampioenschap voor de British Darts Organisation, BDO, een van de twee toonaangevende dartsbonden in de wereld. Hierdoor is dit toernooi het belangrijkste toernooi dat onderdeel uitmaakt van diezelfde BDO.

## Prijzengeld
Het totale prijzengeld bedroeg £182.000,- (plus £52.000 voor een 9-darter (niet gewonnen)) en was als volgt verdeeld:
| Plaats                | Prijzengeld |
| --------------------- | ----------- |
| Winnaar               | £44.000     |
| Runner-up             | £22.000     |
| Halvefinalist         | £9.700      |
| Kwartfinalist         | £4.900      |
| 2e ronde              | £3.750      |
| 1e ronde              | £2.500      |
| Niet-gekwalificeerden | £833        |

Degene met de hoogste check-out (uitgooi) kreeg £2.000:
- 170 - Ted Hankey £2.000

## Alle wedstrijden

### Eerste ronde (best of 5 sets)
| Matt Clark     | Engeland  | - | Wayne Mardle          | Engeland  | 3 - 1 |
| Chris Mason    | Engeland  | - | Raymond van Barneveld | Nederland | 3 - 1 |
| Steve Beaton   | Engeland  | - | Graham Hunt           | Engeland  | 3 - 0 |
| Andy Fordham   | Engeland  | - | Peter Johnstone       | Schotland | 3 - 0 |
| Steve Douglas  | Engeland  | - | Garry Spedding        | Engeland  | 3 - 0 |
| Ted Hankey     | Engeland  | - | Bob Taylor            | Schotland | 3 - 0 |
| Kevin Painter  | Engeland  | - | Paul Williams         | Engeland  | 3 - 1 |
| Robbie Widdows | Engeland  | - | Andy Hayfield         | Engeland  | 3 - 1 |
| Bobby George   | Engeland  | - | Denis Ovens           | Engeland  | 3 - 0 |
| Ronnie Baxter  | Engeland  | - | Scott Wollaston       | USA       | 3 - 0 |
| Colin Monk     | Engeland  | - | Andy Jenkins          | Engeland  | 3 - 2 |
| Ritchie Davies | Wales     | - | Les Wallace           | Schotland | 3 - 0 |
| Co Stompé      | Nederland | - | Andy Smith            | Engeland  | 3 - 2 |
| Steve Coote    | Engeland  | - | Martin Adams          | Engeland  | 3 - 2 |
| Steve Duke sr. | Australië | - | Sean Palfrey          | Wales     | 3 - 2 |
| Mervyn King    | Engeland  | - | Les Fitton            | Engeland  | 3 - 2 |

### Tweede ronde (best of 5 sets)
| Matt Clark     | Engeland  | - | Chris Mason    | Engeland | 2 - 3 |
| Steve Beaton   | Engeland  | - | Andy Fordham   | Engeland | 0 - 3 |
| Steve Douglas  | Engeland  | - | Ted Hankey     | Engeland | 0 - 3 |
| Kevin Painter  | Engeland  | - | Robbie Widdows | Engeland | 3 - 1 |
| Bobby George   | Engeland  | - | Ronnie Baxter  | Engeland | 2 - 3 |
| Colin Monk     | Engeland  | - | Ritchie Davies | Wales    | 3 - 0 |
| Co Stompé      | Nederland | - | Steve Coote    | Engeland | 3 - 1 |
| Steve Duke sr. | Australië | - | Mervyn King    | Engeland | 0 - 3 |

### Kwartfinale (best of 9 sets)
| Chris Mason   | Engeland  | - | Andy Fordham  | Engeland | 5 - 3 |
| Ted Hankey    | Engeland  | - | Kevin Painter | Engeland | 5 - 2 |
| Ronnie Baxter | Engeland  | - | Colin Monk    | Engeland | 5 - 4 |
| Co Stompé     | Nederland | - | Mervyn King   | Engeland | 5 - 2 |

### Halve finale (best of 9 sets)
| Chris Mason   | Engeland | - | Ted Hankey | Engeland  | 4 - 5 |
| Ronnie Baxter | Engeland | - | Co Stompé  | Nederland | 5 - 2 |

### Finale (best of 11 sets)
| Ted Hankey | Engeland | - | Ronnie Baxter | Engeland | 6 - 0 |

World Cup Darts (WDF)

1977 · 1979 · 1981 · 1983 · 1985 · 1987 · 1989 · 1991 · 1993 · 1995 · 1997 · 1999 · 2001 · 2003 · 2005 · 2007 · 2009 · 2011 · 2013 · 2015 · 2017 · 2019 · 2021 · 2023
World Darts Championship (BDO)

1978 · 1979 · 1980 · 1981 · 1982 · 1983 · 1984 · 1985 · 1986 · 1987 · 1988 · 1989 · 1990 · 1991 · 1992 · 1993 · 1994 · 1995 · 1996 · 1997 · 1998 · 1999 · 2000 · 2001 · 2002 · 2003 · 2004 · 2005 · 2006 · 2007 · 2008 · 2009 · 2010 · 2011 · 2012 · 2013 · 2014 · 2015 · 2016 · 2017 · 2018 · 2019 · 2020
World Darts Championship (PDC)

1994 · 1995 · 1996 · 1997 · 1998 · 1999 · 2000 · 2001 · 2002 · 2003 · 2004 · 2005 · 2006 · 2007 · 2008 · 2009 · 2010 · 2011 · 2012 · 2013 · 2014 · 2015 · 2016 · 2017 · 2018 · 2019 · 2020 · 2021 · 2022 · 2023 · 2024 · 2025
World Darts Championship (WDF)

2022 · 2023 · 2024
World Seniors Darts Championship (WSDT)

2022 · 2023 · 2024 · 2025